# São Bartolomeu dos Galegos
Vous lisez un « bon article » labellisé en 2013.
Pour les articles homonymes, voir São Bartolomeu, Bartolomeu et Galegos.
São Bartolomeu dos Galegos est, depuis mai 2013, une ancienne paroisse civile (freguesia) portugaise, située dans le district de Lisbonne et la région Centre, à environ 80 km de Lisbonne et de Leiria. Elle fait partie de la municipalité de Lourinhã et se trouve à environ sept kilomètres de la paroisse du même nom.
Petit village agricole au début du XXe siècle, le village de São Bartolomeu dos Galegos est restée une ville agricole avec plusieurs entreprises et industries. La population est en baisse depuis plusieurs années : en 1963, il y avait 1 570 habitants contre 1 011 habitants en 2011.
São Bartolomeu dos Galegos est composée de plusieurs lieux-dits : Paço, Carqueija, Pena Seca, Feteira, Casal da Galharda, Reguengo Pequeno, Casal Caldeira, Casal de São Domingos et le centre de São Bartolomeu.

## Géographie

### Localisation
São Bartolomeu dos Galegos est située dans la région Centre, au nord-ouest de Lisbonne ainsi qu'à l'extrémité nord-ouest du district de Lisbonne. São Bartolomeu est située à 78,5 kilomètres au nord de Lisbonne, à 79,4 kilomètres au sud-ouest de Leiria et à 6,6 kilomètres au nord-est de Lourinhã.
La localité possède un miradouro, ce qui permet d'avoir une grande vue sur la ville de Lourinhã.
São Bartolomeu est bordée par un autre district, le district de Leiria, avec les paroisses de Atouguia da Baleia et de Serra d'El-Rei. São Bartolomeu dos Galegos est aussi au nord de la commune de Lourinhã, bordée par les paroisses civiles de Moita dos Ferreiros, Moledo, Reguengo Grande et Lourinhã.
| Atouguia da Baleia | Atouguia da Baleia Moledo Serra d'El-Rei | Reguengo Grande Moledo |
| Lourinhã           | São Bartolomeu dos Galegos               | Reguengo Grande        |
| Lourinhã           | Lourinhã Moita dos Ferreiros             | Moita dos Ferreiros    |

### Voies de communication et transports

Plan de la paroisse de São Bartolomeu

La ville est traversée par la route nationale 247-1, qui permet à ses utilisateurs de relier la voie rapide portugaise IP6 à Peniche et l'Autoroute A8 à Bombarral. Une route secondaire, qui prolonge la route municipale 571, permet de relier le centre de la paroisse civile de Lourinhã à Serra d'El-Rei, via Paço.
São Bartolomeu dos Galegos est également traversée par une ligne de bus qui relie la paroisse civile de Lourinhã et Bombarral, et permet de se rendre à Lisbonne, via le Centro Coordenador de Transportes de Lourinhã et vers l'Europe (Eurolines), via le Central de Camionagem de Bombarral.
Les autres localités de la ville sont également desservies par des lignes de bus. Il existe également une ligne scolaire qui permet de rejoindre les établissements scolaires à Lourinhã.

## Urbanisme

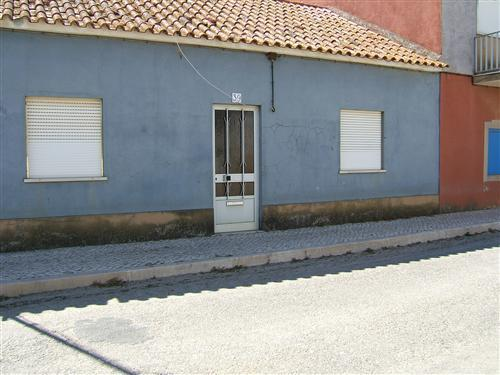
Maisons typiques de la paroisse.

Au début du XXe siècle, São Bartolomeu dos Galegos était encore un petit village agricole. De nos jours, São Bartolomeu a conservé son caractère agricole, mais a connu l'implantation de plusieurs entreprises et industries.
Depuis quelques années, la paroisse connaît l'arrivée de nouvelles constructions immobilières, et compte 659 résidences en 2001. La même année, la commune de Lourinhã a entamé des projets dans plusieurs des paroisses, y compris dans São Bartolomeu, pour détruire les maisons en préfabriqué et construire des quartiers sociaux.

## Toponymie

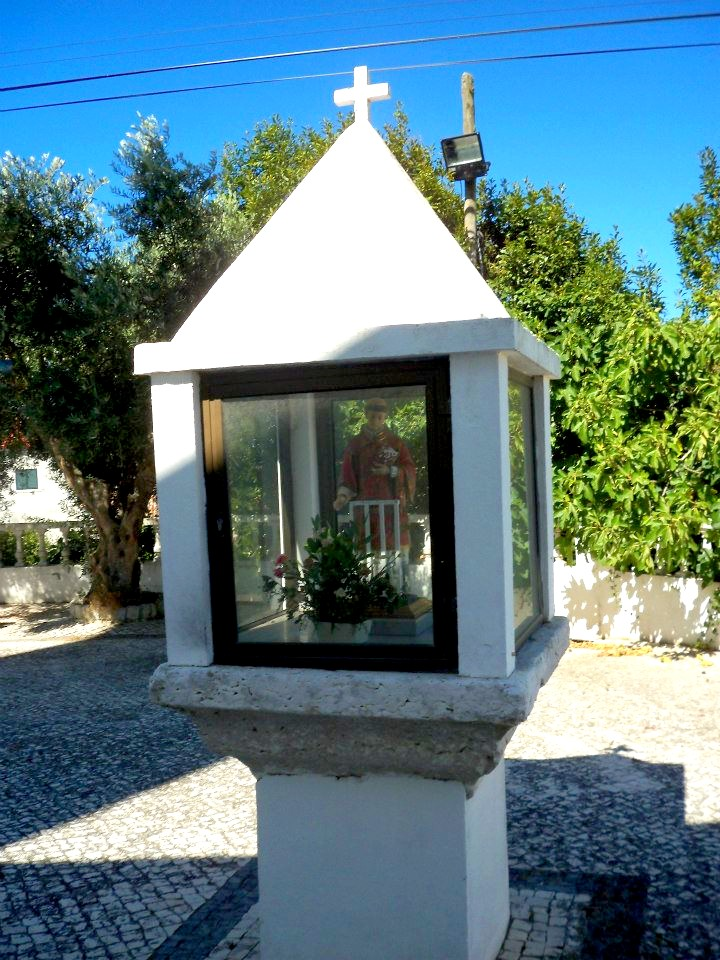
São Lourenço

Le toponyme  Galegos vient à l'origine d'une colonie d'immigrants galiciens qui se sont installés dans la région, travaillant dans les carrières de marbre. Ils seraient à l'origine de cette exploitation du marbre qui est encore d'actualité dans la paroisse.
Le toponyme  São Bartolomeu tire son nom de l’apôtre Barthélemy qui est le patron de la paroisse. La paroisse possède également un deuxième patron qui est São Lourenço, Laurent de Rome en français. Il se trouve dans une petite chapelle en face de l'église de São Bartolomeu.
L'ancien toponyme  São Lourenço vient des migrants de Galice, d'où le nom du saint Hispanique. Pour que la paroisse ne soit pas confondue avec São Lourenço dos Francos (actuellement appelée Miragaia), la paroisse prend le nom de São Lourenço dos Galegos.

## Histoire
São Bartolomeu dos Galegos, comme la région, fut habitée dès la période du néolithique; il existe encore des traces de cette période avec plusieurs grottes et plusieurs vestiges trouvés. Le principal noyau d'habitation, São Bartolomeu, s'est formé au Moyen Âge.
São Bartolomeu est devenue une paroisse civile à la fin du XIVe siècle, avec la séparation de son appartenance à la commune de Santa Maria de Óbidos. La paroisse de Reguengo Grande appartenait également à Santa Maria de Óbidos, elle rejoint la paroisse de São Bartolomeu. En 1525, la paroisse de Reguengo Grande quitte celle de São Bartolomeu, pour devenir indépendante. En 1594, c'est au tour de la paroisse de Moledo de quitter celle de São Bartolomeu, pour également devenir indépendante.
La localité de São Bartolomeu dos Galegos appartenait à la municipalité d'Óbidos jusqu'en 1836, après cette année, la paroisse intègre la municipalité de Lourinhã, passant donc du district de Leiria à celui de Lisbonne.
Avant la proclamation de la République portugaise en octobre 1910, la paroisse se nommait São Lourenço dos Galegos. C'est après la proclamation qu'elle prend son nom actuel, São Bartolomeu dos Galegos.

## Politique et administration
La paroisse civile a pour chef-lieu São Bartolomeu dos Galegos (composée de Paço, Carqueija, Pena Seca, Feteira, Casal da Galharda, Reguengo Pequeno, Casal Caldeira, Casal de São Domingos et de São Bartolomeu dos Galegos), représentée par le président de la paroisse, Salvador Leonardo Ferreira (PS). Elle est rattachée à la commune de Lourinhã, représentée par le président José Manuel Custódio (PS).
Aux élections locales de 2005, il y avait 688 votants pour 929 inscrits, soit un taux de participation de 74,06 %. En 2009, il y avait 650 votants pour 984 inscrits, soit un taux de participation de 66,06 %. Les 984 inscrits sont séparés en trois bureaux de vote : 457 inscrits à São Bartolomeu, 292 inscrits à Paço et 235 inscrits à Reguengo Pequeno.
Le 2 novembre 2012, l’État portugais, via l'organisme de l'Unité Technique pour la Réorganisation Administrative du Territoire, a émis la possibilité de réduire le nombre de paroisses civiles au Portugal. En rapport avec São Bartolomeu, le projet est de former une union avec la paroisse civile de Moledo, pour former l' União das Freguesias de São Bartolomeu dos Galegos e Moledo. La réforme de l'administration a fait fusionner en mai 2013 les deux paroisses formant ainsi l'União das freguesias de São Bartolomeu dos Galegos e Moledo.

## Population et société
La paroisse civile possède un jardin d'enfance et deux écoles maternelles, une à São Bartolomeu et l'autre à Paço,. São Bartolomeu dos Galegos possède également quatre cimetières sur son territoire (São Bartolomeu, Paço, Casal da Galharda et Moledo) dont un qui appartient à la paroisse de Moledo.

### Démographie
São Bartolomeu dos Galegos s'étend sur une superficie de 12,52 km2 et compte 1 011 habitants (2011). La densité de population est de 80,75 hab./km2.
| 1963  | 1991  | 2001  | 2011  |
| ----- | ----- | ----- | ----- |
| 1 570 | 1 062 | 1 041 | 1 011 |

São Bartolomeu dos Galegos comptait en 1963 une population de 1 570 habitants. C'est à partir des années 1960 qu'a été enregistrée une baisse de la population dans la paroisse civile, due à l'émigration de la population vers l'étranger. En 1991, la population était de 1 062 habitants et en 2001 la paroisse en comptait 1 041.

### Manifestations culturelles et festivités
La paroisse compte six associations portant sur la culture, les loisirs et le sport. Elles sont réparties dans les différents lieux-dits de la paroisse de São Bartolomeu.

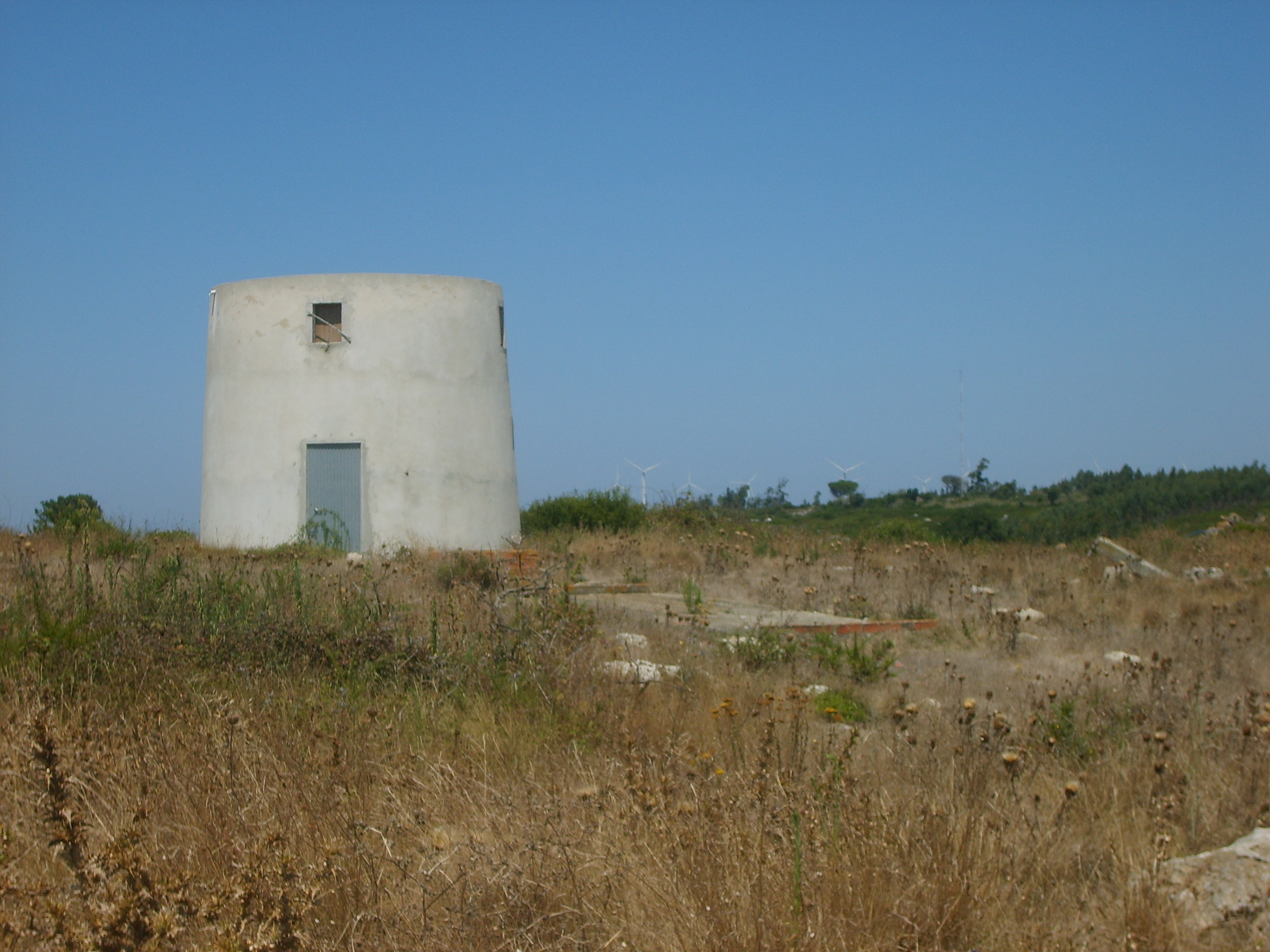
Moulin à vent partiellement rénové.

De plus, les associations organisent plusieurs manifestations culturelles et festives. Elles se déroulent dans toutes les localités de la paroisse civile.

#### São Bartolomeu dos Galegos
- Fête en l'honneur de Santa Maria - 2 février
- Fête en l'honneur de Notre-Dame de Fátima - 13 mai
- Fête-Dieu - 13 juillet
- Foire annuelle - 24 août

#### Paço
- Fête en l'honneur de São Brás - 3 février
- Fête de Santíssimo Sacramento - 1er dimanche de juillet

#### Autres localités
- Fête en l'honneur de Santo Antão - Casal de São Domingos - 2e dimanche de janvier
- Fête en l'honneur de Santo António - Pena Seca - 13 juin
- Fête en l'honneur de Nossa Senhora dos Anjos - Feteira - 15 août

## Économie
La population est principalement spécialisée dans la construction civile et dans l'exploitation agricole de petite et moyenne taille. L'extraction et la transformation de pierre et de marbre est la principale industrie de la paroisse civile. L'élevage est également une des activités économiques de la paroisse.

## Culture et patrimoine

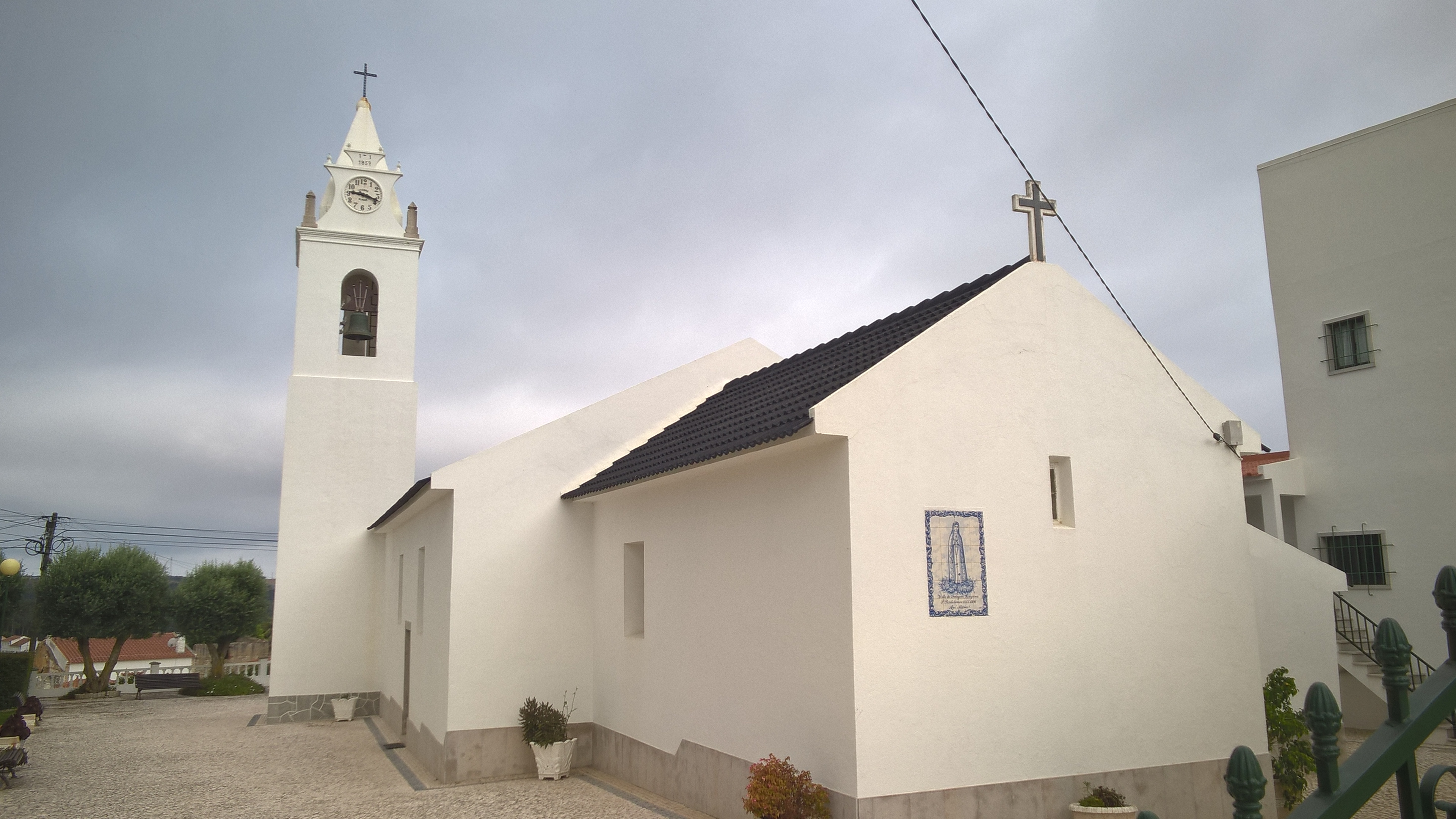
Église à São Bartolomeu

### Patrimoine religieux
La paroisse civile possède cinq lieux de culte catholiques (une église et quatre chapelles).
- L'église de São Bartolomeu dos Galegos est située dans le centre de São Bartolomeu, elle est dédiée à l'apôtre Barthélemy et a été édifiée au XVIe siècle. Elle a été construite sur l'ancienne église, qui fut certainement détruite à cause du coût élevé des travaux ou de sa petite taille[23]. En face de l'entrée, se situe une petite chapelle dédiée à São Lourenço, deuxième patron de la paroisse civile[10].
- La chapelle de Santo António de Pena Seca est située dans le lieu-dit de Pena Seca, elle est dédiée à saint Antoine de Lisbonne. C'est une chapelle de petite taille datant du XVIe siècle[24].
- La chapelle de Nossa Senhora dos Anjos est située dans le lieu-dit de Feteira, elle est dédiée à Notre-Dame des Anges[25].
- La chapelle de São Domingos est située entre les lieux-dits de Casal da Galharda et Reguengo Pequeno. Elle est dédiée à saint Dominique et se trouve à proximité du cimetière de Casal da Galharda[26].
- La chapelle de São Brás est située dans le lieu-dit de Paço, elle est dédiée à Blaise de Sébaste. C'est une chapelle de taille moyenne datant du milieu du XXe siècle. Elle possède une tour assez imposante et a la particularité de ne posséder qu'une seule cloche[27].

### Patrimoine civils et naturels
- Les Grottes de São Bartolomeu sont un ensemble de trois grottes, utilisées à l'origine comme nécropoles. La grotte principale est localisée près de la route, la deuxième est située en face de la première, et la troisième, au long des demeures à Reguengo Pequeno. Elles sont classées comme Immeuble d'intérêt public[28],[29].
- La  Bomba de água est une pompe à eau située dans le centre de Paço, en face de la chapelle de São Brás. Elle possède une grande roue permettant de verser de l'eau dans un grand bac, via deux becs. Il existe également un robinet qui est connecté au réseau d'eau municipal. La pompe à eau permet également l'alimentation en eau du lavoir, qui se trouve juste derrière[30].

## Héraldique
| Armes de São Bartolomeu dos Galegos | Les armes de São Bartolomeu dos Galegos se blasonnent ainsi : (pt) Escudo de verde, barca medieval com mastro e verga com vela ferrada de três bolsas, tudo de ouro, realçado e cordoado de negro; em chefe, à dextra um pico de pedreiro e à sinistra um compasso, ambos de prata; em contra-chefe, um monte de oito cômoros de prata, realçados de negro, alinhadas em duas faixas, cinco e três. Coroa mural de prata de três torres. Listel blanc avec la légende en noir, en majuscules : S. BARTOLOMEU DOS GALEGOS. |

Le blason possède plusieurs significations :
- la barque médiévale symbolise la toponymie de Saint Laurent, un des patrons de la paroisse, et ancien nom de la paroisse ;
- le mât et le longeron symbolisent les instruments utilisés depuis le Moyen Âge, pour la transformation du marbre et de la pierre ;
- le mont de huit dunes évoque les huit localités de la paroisse et sa localisation dans le Planalto da Cesareda.

L'association des archéologues portugais a approuvé les éléments du blason le 5 septembre 2000, ils ont été enregistrés par la direction générale des municipalités, n.º 141/2001, le 9 mai 2001, et ont été publiés officiellement dans le Diário da República, n.º 287 - III Série, le 14 décembre 2000.
La ville possède également ses propres drapeaux reprenant en ses centres les armoiries de la  freguesia :
| Drapeaux                 | Proportions | Description                                                            |
| ------------------------ | ----------- | ---------------------------------------------------------------------- |
| Drapeau de S. Bartolomeu | 2:3         | Le drapeau officiel. Il est présent dans les bâtiments de la paroisse. |
| Drapeau de S. Bartolomeu | 1:1         | Ce drapeau est utilisé lors des cérémonies et cortèges municipaux.     |